# Ngoại cảm
Nhận thức ngoại cảm hay còn gọi là giác quan thứ sáu là khả năng siêu thường của con người tiếp nhận không dựa vào năm giác quan thông thường mà bằng ý nghĩ. Thuật ngữ này đã được nhà tâm lý học J. B. Rhine (Đại học Duke) áp dụng để biểu thị các khả năng tâm linh như trực giác, thần giao cách cảm, thấu thị… và các khả năng xuyên thời gian như tiên tri và hậu tri.
Các nghiên cứu về khả năng ngoại cảm thuộc về ngành siêu tâm lý học thường bị cộng đồng khoa học thế giới liệt vào ngụy khoa học và sự tin tưởng cực đoan vào năng lực ngoại cảm được xem là mê tín dị đoan.

## Hiện tượng ngoại cảm
- Thần giao cách cảm (telepathy): khả năng giao lưu ý nghĩ giữa những người không giao tiếp với nhau, không nhìn thấy nhau.
- Tiên tri (precognition): khả năng biết trước các việc xảy ra trong tương lai.
- Hậu tri (retrocognition): là khả năng giải đoán quá khứ.
- Thấu thị (clairvoyance): khả năng nhìn thấy các vật ngoài tầm mắt hay bị che khuất.
- Tâm vận (psychokinesis): khả năng dùng năng lực tâm linh để di chuyển các vật thể.

## Trên thế giới

### Việt Nam
Ở Việt Nam có các tổ chức nghiên cứu khả năng ngoại cảm sau:
- Liên hiệp KHCN Tin học ứng dụng (UIA): thành lập ngày 21 tháng 4 năm 1993, có trụ sở tại số 1 đường Đông Tác, phường Kim Liên, quận Đống Đa, Hà Nội.[3]
- Trung tâm nghiên cứu tiềm năng con người: thành lập vào ngày 5 tháng 3 năm 1998, có trụ sở tại số 23 ngõ 214 đường Thụy Khuê, Tây Hồ, Hà Nội.[4]
- Viện nghiên cứu và ứng dụng tiềm năng con người: thành lập ngày ngày 14 tháng 11 năm 2012. Địa chỉ hiện tại của viện này là số 25-27 ngách 2 ngõ 208 Trần Cung, phường Cổ Nhuế 1, quận Bắc Từ Liêm, Hà Nội.

Các tổ chức này là thành viên của Liên hiệp các Hội Khoa học và Kỹ thuật Việt Nam.

#### Tranh cãi
Một trong những hoạt động nổi bật của các tổ chức này là huy động khả năng của các nhà ngoại cảm vào đề tài tìm mộ của các liệt sĩ. Tuy nhiên, hài cốt tìm được bởi các nhà ngoại cảm ít được giám định DNA, trong số những hài cốt được giám định DNA thì tỉ lệ cho kết quả chính xác chưa đạt yêu cầu. Làm việc cho trung tâm nghiên cứu tiềm năng con người có khoảng 100 nhà ngoại cảm, trong đó có một số nhà ngoại cảm nổi tiếng như: Đỗ Bá Hiệp, Phan Thị Bích Hằng, Nguyễn Văn Nhã, Nguyễn Ngọc Hoài, Nguyễn Văn Liên, Nguyễn Thị Nguyện, là 6 nhà ngoại cảm nổi tiếng trong lĩnh vực ngoại cảm tìm mộ liệt sĩ và nhân dân thất lạc mất tích trong chiến tranh.
Ngày 23 tháng 10 năm 2013, Đài Truyền hình Việt Nam (VTV) đăng một phóng sự về năng lực thực chất của các nhà ngoại cảm này. Những hài cốt mà các nhà ngoại cảm quy tập được và cho rằng đó là hài cốt của liệt sĩ, sau giám định của Viện Pháp y Quân đội, lại là những xương động vật, đất đá, tỉ lệ chính xác là bằng 0. Các trường hợp do thân nhân tự mang đến Viện Pháp y Quân đội để xét nghiệm cũng cho kết quả sai khá cao.